# Ixias marianne
Ixias marianne is een vlindersoort uit de familie van de Pieridae (witjes), onderfamilie Pierinae. Ixias marianne werd in 1779 beschreven door Cramer.

## Kenmerken
De gele voorvleugels vertonen aan de voorzijde een oranje, zwartomrande tip. De achtervleugels vertonen langs de buitenste vleugelranden een donkere rand. De spanwijdte bedraagt ongeveer 5 cm.

## Verspreiding en leefgebied
Deze vlindersoort komt voor in India, Pakistan en Sri Lanka.